# Karin Scheele
Karin Scheele (Baden bei Wien, distrito de Baden, Baixa Áustria, Áustria, 22 de julho de 1968) é uma política austríaca. Foi eurodeputada de 1999 a 2008. É ministra regional da Baixa Áustria, na pasta da saúde e assuntos sociais no gabinete regional de Erwin Pröll.

## Biografia
Karin fez o curso de Ciências Económicas e Empresariais na Universidade de Viena. Ocupou diversas funções no Movimento de Juventudes Socialistas da Áustria e no Partido Social-Democrata da Áustria. É uma das vozes mais ouvidas na política europeia relativamente ao Saara Ocidental, sendo membro da associação austríaca pelo Saara Ocidental desde 1994, além de integrar o grupo de trabalho sobre o Saara Ocidental do Parlamento Europeu.
Em 2009 apoiou in situ a sua amiga Aminetu Haidar, ativista saaraui que se declarou em greve de fome depois de ter sido expulsa ilegalmente de El Aaiún por Marrocos.